# Orestes Parte
Orestes parte es una ópera en dos actos y nueve escenas para solistas y orquesta, con libreto de José Ramón Enríquez puesto en metro músico por Federico Ibarra.

## Acción

### Cuadro primero
Es de noche. Orestes y Electra penetran, en penumbra, con gran cuidado, en la habitación vacía de su madre, 
dominado por el enorme tocador donde ella se peina. Cuando la emoción supera al sigilo, y ellos lo advierten, 
retornan a él.

### Cuadro segundo
Clitmenestra se peina frente a su espejo triple. Tras cada hoja del espejo, una actriz es su 
imagen, de modo que, al moverse, resulten cuatro y, al hablar, lo hagan a coro, salvo cuando, a juicio del 
director, se repartan los diálogos.

### Cuadro tercero
Como dos fieras que preparan su ataque, Electra y Egisto se miran, se miden, se rodean, 
aparentan dar el primer golpe, se retraen, se odian mientras hablan.

### Cuadro cuarto
Clitmenestra peina lentamente su cabello, como quien se entrega a un rito que requiere 
todo el fervor. Su larguísima cabellera cruza todo el escenario hasta terminar en ese extremo donde 
Orestes juguetea con sus puntas.

### Cuadro quinto
Mientras lo observan desde la balaustrada del palacio, Orestes cruza. Aumenta su temblor a 
cada paso y, en el último, estalla.

### Cuadro sexto
Los tres reflejos de Clitmenestra la coronan, frente al espejo. Egisto la rodea, zumbante. 
En el extremo opuesto del escenario aparece Orestes para hablar del amor.

### Cuadro séptimo
Los cuatro personajes juegan a las cartas, pero solo una Clitmenestra está sentada: las 
otras tres se mueven sin cesar, atisban las cartas de los jugadores e informan -con señas imperceptibles 
para los demás- a la Clitmenestra que juega, con lo cual siempre gana. 
El diálogo no distrae del juego a nadie.

### Cuadro octavo
Orestes blande la espada, ensaya bajo la dirección de Electra. Al fondo, inmóviles, 
Clitmenestra y Egisto, primero a oscuras, se van iluminando poco a poco. Todo en el tono de los salones 
de armas de los viejos castillos.

### Cuadro noveno
Dos áreas: en una, Orestes y el cadáver de Electra forman una piedad; en la otra, 
Clitmenestra, como al principio de todo, se peina. El cadáver de Egisto es sólo un bulto.

## Datos históricos

### Creación
La ópera fue comisionada por el Instituto Nacional de Bellas Arte y estrenada en 1984.
la obra se estrenó en forma de concierto el 7 de diciembre de 1984 en el Centro Cultural Universitario. En forma escénica se estrenó el 5, 7 y 9 de julio de 1987 en el Teatro del Palacio de Bellas Artes

### Recepción
Esta obra se hizo acreedora al “Premio de la Unión de Críticos de Teatro y Música” (1988).
| Papel        | Tesitura      | Estreno en forma de concierto 7 de diciembre de 1984 Centro Cultural Univesitario Universidad Nacional Autónoma de México Orquesta Filarmónica de la UNAM Director concertador: Armando Zayas) | Estreno mundial escénico 5, 7 y 9 de julio de 1987 Teatro del Palacio de Bellas Artes Orquesta del Teatro de Bellas Artes Director concertador: Alfredo Domínguez | Nueva Producción 22,25 y 27 de abril de 2004 Teatro del Palacio de Bellas Artes Orquesta y Coro del Teatro de Bellas Artes Director concertador: José Luis Castillo |
| ------------ | ------------- | --- | --- | --- |
| Clitemnestra | Soprano       | Guadalupe Pérez Arias | Margarita Pruneda | Silvia Rizo |
| Electra      | Mezzo-Soprano | Estrella Ramírez | Estrella Ramírez | Carla López Speziale |
| Orestes      | Tenor         | Ignacio Clapés | Juan Bautista / David Ramírez | Mario Hoyos |
| Egisto       | Bajo          | Rufino Montero | Rufino Montero | Guillermo Ruiz |
| Reflejo 1º   |               | Ana Gloria Bastida | Carolina Vadallo | Gabriela Thierry |
| Reflejo 2º   |               | María de la Gracia Álvarez | Liliana Gómez | Guadalupe Jiménez |
| Reflejo 3º   |               | Amparo Martínez | Lía Castruita | Diana Rossano |

## Grabaciones
La obra no ha sido grabada comercialmente y tan sólo existen fragmentos en recursos electrónicos
* http://www.youtube.com/watch?v=PKT8UsztxgM

## Enlaces
*http://federicoibarra.com/orestes.html
*https://web.archive.org/web/20151019123723/http://federicoibarra.com/opera.html
*https://web.archive.org/web/20110915033857/http://www.operacalli.com/orestes_opera_ibarra.html